# Tampico (kommun)
Tampico är en kommun i Mexiko.   Den ligger i delstaten Tamaulipas, i den östra delen av landet, 300 km norr om huvudstaden Mexico City.
Följande samhällen finns i Tampico:
- Tampico